# Tariel Kaziyev
Tariel Kaziyev – kazachski judoka.
Uczestnik mistrzostw świata w 1997. Brązowy medalista mistrzostw Azji w 1997, a także igrzysk Azji Zachodniej w 1997 roku.